# Фернандо Редондо
Фернандо Карлос Редондо Нери е аржентински футболист дефанзивен полузащитник.

## Футболна кариера
Прекарва най-добрите си години от състезателната кариера в испанския Реал Мадрид, където става два пъти шампион на Испания (1995, 1997) и два пъти печели Шампионската лига (1998, 2000). Има 48 мача за националния отбор, но старши треньорът Даниел Пасарела го изключва от отбора поради разногласия. Освен в „кралския“ клуб играе в „Архентинос Хуниорс“ (1987-91, „Тенерифе“ (1991-95) и „Милан“ (2000-03). През 2003 година, на 35 години, Редондо се отказва от професионалния футбол след контузия на коляното.

## Отличия
- 1985 г. – шампион на Южна Америка с младежкия национален отбор на Аржентина
- 1992 г. – Носител на купата на крал Фахд.
- 1993 г. – Носител на Копа Америка
- 1995 г. – шампион на Испания
- 1997 г. – шампион на Испания
- 1998 г. – Носител на Купата на Шампионската лига
- 1998 г. – Носител на Междуконтиненталната купа
- Най-добър ибероамерикански играч на 90-те години.
- 2000 г. – Носител на Купата на Шампионската лига
- 2000 г. – Играч №1 на Шампионската лига
- 2003 г. – Носител на Купата на Шампионската лига
- 2003 г. – Носител на Купата на Италия